# Karolina Santocanale
Maria od Jezusa (Karolina) Santocanale (właśc. Carolina Santocanale) (ur. 2 października 1852 w Palermo, zm. 27 stycznia 1923) – włoska zakonnica, założycielka Zgromadzenia Sióstr Kapucynek Niepokalanej z Lourdes (Suore cappuccine dell'Immacolata di Lourdes), święta Kościoła katolickiego.

## Życiorys
Carolina Santocanale urodziła się w szlacheckiej rodzinie. W wieku 19 lat czuwając przy łożu umierającego dziadka poznała ks. Mauro Venuti, który został jej przewodnikiem duchowym. Przyjęła imię zakonne Maria od Jezusa.
15 grudnia 2015 roku ogłoszono dekret o cudzie przypisywanym jej wstawiennictwu. Jej beatyfikacja odbyła się 12 czerwca 2016 roku w katedrze w Montreale i w imieniu papieża Franciszka dokonał kard. Angelo Amato. 25 listopada 2021 papież Franciszek podpisał dekret uznający cud za wstawiennictwem błogosławionej, co otwiera drogę do jej kanonizacji, a data jej wyniesienia została ogłoszona 4 marca 2022 podczas konsystorza.
15 maja 2022, podczas uroczystej mszy św. na placu świętego Piotra, papież Franciszek dokonał pierwszej od czasu pandemii COVID-19 i pierwszej od października 2019 kanonizacji bł. Marii od Jezusa Santocanale i dziewięciu innych błogosławionych, wpisując ją w poczet świętych Kościoła katolickiego.
Jej wspomnienie liturgiczne obchodzone jest 27 stycznia (dies natalis).